# 2. sydlige breddekreds
Den 2. sydlige breddekreds (eller 2 grader sydlig bredde) er en breddekreds, der ligger 2 grader syd for ækvator. Den løber gennem Atlanterhavet, Afrika, det Indiske Ocean, Sydøstasien, Australasien, Stillehavet og Sydamerika.